# Погорельцев, Валерий Александрович
Вале́рий (Валенти́н) Алекса́ндрович Погоре́льцев (15 июля 1940, Харьков, Украинская ССР, СССР — 4 января 2011, Москва, Россия) — советский актёр театра и кино.

## Биография
В 1962 году окончил Высшее театральное училище имени М. С. Щепкина. Работал в Театре на Таганке, затем в театре «Содружество актёров Таганки».
В кино запомнился зрителям ролями Танкиста в военной драме Никиты Курихина и Леонида Менакера «Жаворонок» (1964), художника Бананито в музыкальном телевизионном фильме Тамары Лисициан «Волшебный голос Джельсомино» (1977) и гусара Лыткина в телевизионной трагикомедии Эльдара Рязанова «О бедном гусаре замолвите слово» (1980).
Много лет работал на радио и вёл передачу о зарубежной эстраде.
Умер в 2011 году. Похоронен на Щербинском кладбище.

## Творчество

### Роли в театре
Театр на Таганке
- 1964 — Добрый человек из Сезуана (Б. Брехт, реж. Ю. П. Любимов) — Безработный
- 1965 — 10 дней, которые потрясли мир (Д. Рид, реж. Ю. П. Любимов) — Официант
- 1965 — Павшие и живые (В. Э. Багрицкий, реж. Ю. П. Любимов) — Всеволод Багрицкий
- 1966 — Жизнь Галилея (Б. Брехт, реж. Ю. П. Любимов) — Андреа Сарти
- 1968 — Тартюф (Мольер, реж. Ю. П. Любимов) — Валер
- 1972 — Под кожей статуи Свободы (Е. А. Евтушенко, реж. Ю. П. Любимов) — Полицейский
- 1973 — Товарищ, верь (реж. Ю. П. Любимов, Л. В. Целиковская) — Пушкин
- 1979 — Преступление и наказание (Ф. М. Достоевский, реж. Ю. П. Любимов) — Лебезятников

### Роли в кино
- 1962 — У твоего порога — Леонид Чернышёв
- 1963 — Первый троллейбус — член молодёжной бригады (нет в титрах)
- 1964 — Дочь Стратиона — Грицко
- 1964 — Жаворонок — Алёша, молодой танкист
- 1964 — Страницы первой любви
- 1967 — Татьянин день — Верник
- 1967 — Тысяча окон — Андрей Василенок, студент-геолог
- 1972 — Хроника ночи — человек со скрипкой
- 1974 — Хождение по мукам — Александр Иванович Жиров
- 1975 — Ярослав Домбровский / Jarosław Dąbrowski
- 1977 — Волшебный голос Джельсомино — художник Бананито
- 1980 — О бедном гусаре замолвите слово — Лыткин, гусар
- 1981 — Через Гоби и Хинган / Говь хянганд тулалдсан нь (СССР, Монголия) — Геннадий Сергеевич — «Бородач» (связной)
- 1987 — Загадочный наследник — Игорь Маслов, художник
- 1987 — Забытая мелодия для флейты — руководитель народного театра

#### Телеспектакли
- 1970 — Возвращение к горизонту
- 1970 — Солнце на стене — Дима